# Новикова, Ольга Александровна (баскетболистка)
Ольга Александровна Новикова (род. 22 февраля 1994 года) — российская профессиональная баскетболистка, играет на позиции разыгрывающего защитника за баскетбольный клуб «Самара».

## Карьера
Родилась 22 февраля 1994 года в Москве, где и начала заниматься баскетболом под руководством папы и мамы.

## Достижения
Сборная России
- 2020 —  победитель Кубка России (Надежда Оренбург)
- 2019 —  бронзовый призёр Кубка России (Надежда Оренбург)
- 2018 —  победитель Кубка Европы ФИБА (Надежда Оренбург)
- 2017 —  бронзовый призёр Кубка России (Надежда Оренбург)
- 2016 —  серебряный призёр Кубка России (Спарта&к)
- 2015 —  бронзовый призёр Универсиады в Южной Корее (студенческая сборная России)
- 2014 —  победитель Кубка Европы ФИБА («Динамо», Москва)
- 2012 —  победитель молодёжного чемпионата России («Динамо-2», Москва)
- 2012 —  серебряный призёр чемпионат Европы по баскетболу (девушки до 18 лет)
- 2010 —  победитель чемпионата Европы U16 (сборная России)